# Zuñiíta
La zuñiíta es un mineral de la clase de los sorosilicatos. Fue descubierta en 1884 en la mina Zuñi de Silverton, en el estado de Colorado (Estados Unidos), siendo nombrada así por esta mina. Un sinónimo poco usado es zuñyita.

## Características químicas
Es un silicato de aluminio con aniones adicionales de hidroxilo, flúor y cloro. Su estructura molecular es de sorosilicato con cationes en octaedros de coordinación 6 o mayor.

## Formación y yacimientos
Aparece en esquistos aluminosos altamente metamorfizados. También se puede formar en rocas volcánicas con alteración hidrotermal.
Suele encontrarse asociado a otros minerales como: pirofilita, caolinita, alunita, diásporo, rutilo, pirita, hematites o cuarzo.